# Kosovo en los Juegos Olímpicos de Pekín 2022
Kosovo estuvo representado en los Juegos Olímpicos de Pekín 2022 por dos deportistas, un hombre y una mujer, que compitieron en esquí alpino.
Los portadores de la bandera en la ceremonia de apertura fueron los esquiadores alpinos Albin Tahiri y Kiana Kryeziu. El equipo olímpico kosovar no obtuvo ninguna medalla en estos Juegos.